# Andrzej Tyszkiewicz (polityk)
Andrzej Tyszkiewicz (ur. 6 września 1949 w Sokołach) – polski polityk, poseł na Sejm RP I kadencji.

## Życiorys
Ukończył studia na Akademii Górniczo-Hutniczej im. Stanisława Staszica w Krakowie w 1977. Był dyrektorem Zakładu Robót Specjalistycznych w Lubinie.
W kwietniu 1993 uzyskał mandat posła na Sejm I kadencji po rezygnacji Macieja Zalewskiego. Został wybrany w okręgu jeleniogórsko-legnickim z listy Porozumienia Obywatelskiego Centrum. Zasiadał w Komisji Ochrony Środowiska, Zasobów Naturalnych i Leśnictwa. Był posłem najkrócej zasiadającym w Sejmie I kadencji. Bez powodzenia ubiegał się o reelekcję z legnickiej listy ZP-PC w wyborach w 1993.